# Ітан Вітлі
Ітан Джозеф Вітлі (англ. Ethan Joseph Wheatley, нар. 20 січня 2006, Стокпорт, Англія) — англійський футболіст, нападник клубу «Манчестер Юнайтед».
На правах оренди грає в клубі «Волсолл».

## Ігрова кар'єра

### Клубна
Ітан Вітлі є вихованцем клубної академії «Манчестер Юнайтед». В січні 2024 року футболіст підписав з клубом професійний контракт. 24 квітня у матчі проти «Шеффілд Юнайтед» Вітлі дебютував у чемпіонаті Англії і став 250 - м випускником клубної академії, який зіграв за першу команду «Манчестер Юнайтед».
В січні 2025 року Вітлі відбув в оренду до кінця сезону в клуб Другої ліги «Волсолл».

### Збірна
З 2022 року Ітан Вітлі виступає за юнацькі збірні Англії.